# Kataiya
Kataiya is een notified area in het district Gopalganj van de Indiase staat Bihar. 

## Demografie
Volgens de Indiase volkstelling van 2001 wonen er 17.896 mensen in Kataiya, waarvan 52% mannelijk en 48% vrouwelijk is. De plaats heeft een alfabetiseringsgraad van 42%. 